# Plesiolebias aruana
Plesiolebias aruana är en fiskart som först beskrevs av Lazara, 1991.  Plesiolebias aruana ingår i släktet Plesiolebias och familjen Rivulidae. Inga underarter finns listade i Catalogue of Life.